# Saint-Victor-et-Melvieu
Saint-Victor-et-Melvieu é uma comuna francesa na região administrativa de Occitânia, no departamento de Aveyron. Estende-se por uma área de 17,91 km². Em 2010 a comuna tinha 359 habitantes (densidade: 20 hab./km²).